# Маркель Альберді
Маркель Альберді (нар. 22 жовтня 1991) — іспанський плавець.
Учасник Олімпійських Ігор 2016 року.